# Электродиагностика
Электродиагностика (от électro и др.-греч. δια-γνωστικος, diagnosticos — способный распознавать) — процесс установления диагноза, то есть заключения о сущности болезни и состоянии пациента, выраженное в принятой медицинской терминологии с помощью электрического тока. 
Точное время появления электродиагностики неизвестно, но уже в 1791 году, итальянский физик и врач Луиджи Гальвани опубликовал «Трактат о силах электричества при мышечном движении», в котором описывает наличие электрического тока в мышцах животных, а в конце XIX — начале XX века на страницах «Энциклопедического словаря Брокгауза и Ефрона» электродиагностика была описывалась довольно подробно.
Чаще всего электродиагностика используется для выявления заболеваний периферической нервной системы или травматических повреждений мышечной ткани. Для достижение этих целей используются как постоянный, так и переменный ток. Ток высокого напряжения и франклиновские искры в медицинской диагностике не имеют существенного значения.
В стоматологии для обнаружения болезненных изменений пульпы зуба или периодонта также используется электроток, которым раздражают нервы зубов; такой способ диагностики называется электроодонтодиагностика.